# 埃祖爾韋丹
《埃祖爾韋丹》（英文:  Ezourvedam）是吠陀教疑典，據説它是由天主教當中的耶穌會會士所翻譯的據稱來自吠陀教聖典《吠陀經》的部份文獻所構成，目的是從中挑選出與最符合基督敎教義的元素。學術界普遍認為《埃祖爾韋丹》不是一部原始的梵文作品，而是法國的耶穌會會士所撰寫的法文文本，後來被翻譯為梵文。

## 歷史和作者身份
一份被稱為《埃祖爾韋丹》的手稿於 1760 年被莫達夫騎士路易-洛朗·德·費德貝（Louis-Laurent de Féderbe, Chevalier de Maudave）交給伏爾泰。該文本上的文字是法文，據稱是梵文文本的法文譯本。伏爾泰對這部作品充滿熱情，因而複印了它，結果引起了其他人的注意。它於1778年首次被出版（伏爾泰於同年去世）。《埃祖爾韋丹》的眞實性於1782年首次受到質疑; 這些質疑於1822年得到了證實。與其説是原始的梵文作品，不如說是法國的耶穌會會士所撰寫的法文文本，並且打算把它翻譯為梵文。該書真正的作者被認為是耶穌會會士羅伯特·德·諾比利布斯（Robert de Nobilibus），但這個説法仍然具有很大的爭議性。

## 標題
《埃祖爾韋丹》這個名稱有時被認為是《夜柔吠陀》（Yajurveda）的訛稱，但《埃祖爾韋丹》與《夜柔吠陀》之間沒有任何共通之處。《埃祖爾韋丹》本身將《夜柔吠陀》稱為'Zozu-vedam'。 “Ezour”是“Ezous-”的Sandhi形式，即“Jezus”，基於耶穌會會士所使用的拉丁語發音。《埃祖爾韋丹》這個名字的意思可能是'耶穌的福音'。

## 主題
《埃祖爾韋丹》的主要角色是吠陀教的兩位聖賢，他們分別是一個一神論者和一個多神論者。《埃祖爾韋丹》的內容主要是這兩個人之間的對話。《埃祖爾韋丹》真正的作者試圖使其他人相信'原純印度教'（pristine Hinduism）當中的一神論思想源自於所謂的吠陀教真正的教義，並且指向基督敎所堅守的眞道，而盛行於該書真正的作者所身處的時期的印度教是掩蓋了一神論的多神論宗教。然而, 現今的宗教學家大多認為印度教不是多神論宗教，而是尊一神論宗教。

## 內容
在書中, 身為多神論者的比亞赫（Biach）對世界充滿疑問，某一天 他前去請教身為一神論者的楚曼滔（Chumantou），楚曼滔指責比亞赫引誘人們崇拜梵麽（Bramma, 可能是指梵天(Brahma)）、維什努（Vishnou, 可能是指毗濕奴(Vishnu)）、奇布（Chib, 可能是指濕婆(Śiva)）、魯德羅（Roudro, 可能是指樓陀羅(Rudra)）和克里克斯努（Chrixnou, 可能是指克里希那(Krishna)）等神偶，比亞赫承認他犯了罪並請求楚曼滔原諒他，於是楚曼滔開始向比亞赫傳揚他的信仰，同時聲稱某些人曲解了由無名的上啻所賜下的啟示（例如在書中 梵麽和維琴努(Vichenou)是生存於上古時代的凡人  而不是神靈  卻被比亞赫神格化為地位崇高的創世主）並創作了荒唐的神話（例如比亞赫聲稱梵麽曾經降生成人並用欺詐的手段從因德羅（Indro, 可能是指因陀羅(Indra)）手中取得王位），無知的比亞赫不斷詢問楚曼滔各種問題，楚曼滔則詳細回答，比亞赫偶爾會提出質疑或講述他所創作的神話故事，此時 楚曼滔便會斥責他並反駁他所提出的説法，使得他承認自己犯了錯誤，楚曼滔亦呼籲世人儘快悔改。
該書的天地觀類似於印度教的天地觀，巨人和神仙存活在世上。雖然楚曼滔是一神論者，但是他仍然稱「奧迪蒂的孩子」（Children of Oditi）為靝神，並且表示祂們跟虛假的鬼神（如被神格化的星辰）不同，然而, 楚曼滔亦表示「奧迪蒂的孩子」只是凡人，與其他凡人無異。
值得注意的是，楚曼滔在書中不斷聲稱至高無上的造物主絶對不會降生成人，原因是這會貶低祂的神性，但這與基督敎的道成肉身論不符，反而更加接近猶太教和伊斯蘭教的教義。

## 歷史準確性
書中所提及的一些神學概念（如未識之神）可能來自基督敎聖典《聖經》。此外, 書中所提及的印度教所崇信的一些提婆的形象和 部份神話故事與吠陀教一些教典的相關記載相去甚遠或者不曾被它們提及，原因是印度教 部份為人熟知的教義是在一些奧義書成書後才形成的。
書中所提及的一些科學理論（例如地球的形狀如同雞蛋一樣丶雲朵接收了太陽的熱力所升起的水滴一事使得雲朵在適當的時候下雨 和 雲朵與雲朵互相磨擦以產生雷電，這些理論均與現今的科學理論不完全一致）是身處於十八世紀的人才熟悉的。
在書中, 楚曼淊指責仏敎徒（Baudist, 指佛敎徒(Buddhist)）試圖消除神性的概念丶不相信純粹的精神存在和尊他們自己為神（但事實上佛敎承認神靈存在，只是認為祂們尚未真正脱離輪迴，佛敎教義中的五蘊包括精神，佛敎亦認為眾生都是平等的，因此不應把自己當作神而妄自尊大），但佛敎在公元前五世紀才出現，這進一步證明《埃祖爾韋丹》不是來自於吠陀時期的。